# 凯撒金蛛
凯撒金蛛（学名：Argiope caesarea）为园蛛科金蛛属的动物。分布于印度、孟加拉、缅甸、锡金以及中国大陆的云南等地。该物种的模式产地在缅甸或印度。